# Sofia Näsström
Sofia Näsström (1969) és professora de Teoria política a la Universitat d’Uppsala, especialitzada en l’estudi dels reptes actuals de la democràcia i els estats.
Es va llicenciar i doctorar en ciències polítiques a la Universitat d'Estocolm, i va completar els seus estudis amb un màster en economia internacional per la Universitat de Lund. Va començar la seva trajectòria professional a la Universitat d'Estocolm i posteriorment el 2011 va esdevenir professora associada i posteriorment catedràtica a la Universitat d'Uppsala.
Näsström ha analitzat problemàtiques com ara les barreres de la participació política, la precarietat com a amenaça per al sosteniment de la democràcia, la legitimitat de grups i moviments que s’atorguen la representació de la veu popular o la necessitat de revitalitzar les democràcies més enllà del problema de la corrupció, entre d'altres. Ha publicat articles i assajos en diferents revistes acadèmiques i és autora dels monogràfics The Spirit of Democracy: Corruption, Disintegration, Renewal (Oxford University Press, 2021) i Demokrati. En liten bok om en stor sak (Democràcia. Un llibre petit sobre una gran qüestió, Historiska Media, 2021). Actualment (2024) està treballant en el projecte Democracy and the Social Question: Sharing Uncertainty in Uncertain Times, on posa l’èmfasi en la necessitat d’integrar la justícia social dins de la mateixa noció de democràcia.

## Publicacions
- 2021 – Demokrati: en liten bok om en stor sak, Historiska Media
- 2021 – The Spirit of Democracy: Corruption, Disintegration, Renewal, Oxford University Press